# 穆爾鎮區 (堪薩斯州巴伯縣)
穆爾鎮區（英語：Moore Township）為位在美國堪薩斯州巴伯縣的鎮區。2010年美国人口普查中該鎮區人口有17人。

## 地理
穆爾鎮區涵蓋面積118.97平方（45.93平方英里），境內無城鎮設立。

## 人口統計
根據2010年美國人口普查，穆爾鎮區人口有17人，人口密度為0.14人/平方公里。種族方面，100%為白人；0%為非裔美洲人；0%為美洲原住民；0%為亞洲人；0%為太平洋島民；0%為其他種族；另外有0%為兩個或以上的種族。而西班牙裔美國人或拉丁美洲人佔該鎮區人口的0%。

## 外部連結
- USGS Geographic Names Information System (GNIS) （页面存档备份，存于）
- US-Counties.com
- City-Data.com （页面存档备份，存于）